# ICO F1
O ICO F1 foi um satélite de comunicação que foi construído pela Hughes/Boeing, ele era para ter sido colocado na órbita terrestre média e seria operado pela ICO Global Communications que posteriormente foi renomeada para New ICO. Mas, o satélite foi perdido devido a uma falha durante o lançamento. Sua expectativa de vida útil era de 12 anos. O satélite foi baseado na plataforma HS-601MEO/BSS-601MEO.

## Lançamento
O satélite foi lançado ao espaço no dia 12 de março de 2000, por meio de um veiculo Zenit-3SL lançado a partir da plataforma de lançamento marítima da Sea Launch, a Odyssey. Devido a uma falha do veículo de lançamento ocorrida no processo de lançamento o ICO F1 foi perdido. Ele tinha uma massa de lançamento de 2 750 kg.